# Erigerodes
Erigerodes là một chi thực vật có hoa trong họ Cúc (Asteraceae).

## Loài
Chi Erigerodes gồm các loài: